# Acer pseudoheldreichii
Acer pseudoheldreichii é uma espécie de árvore do gênero Acer, pertencente à família Aceraceae.